# 朱里亚巴西利卡
41°53′31″N 12°29′06″E / 41.891979°N 12.484884°E
朱里亚巴西利卡（Basilica Julia）是一座装饰华丽的巨大公共建筑，在罗马帝国早期用于会议和其他公务。公元前46年恺撒为这座建筑揭幕，其花费用高卢战争的战利品支付。奥古斯都完成了这座建筑，用其养父命名。但是完成后不久即遭焚毁，公元12年加以修复。283年在大火之后皇帝戴克里先再次重建。
巴西利卡设有民法法院和店铺，为政府部门和银行提供空间。在第一世纪，还用作处理继承问题的百官法庭（Centumviri）。小普林尼在书信中描述了他恳求得到一名女子，她的80岁的丈夫已经休妻另娶。现场，的80岁的丈夫剥夺她在几天内采取了新的妻子。 
这是罗马人最喜爱的聚会地点。设有公共会议场所和商店，但它主要是用来作为法院。门廊的人行道上，有白色大理石的游戏图。面临元老院一侧的上层，有一块石头上标有8乘8的网格，可以玩类似国际象棋或跳棋的游戏。 
这座建筑现在只是一个矩形区域，高出了地面约一米，乱蓬蓬的块石躺在其范围内。沿面临圣道一侧，是一排大理石台阶。  

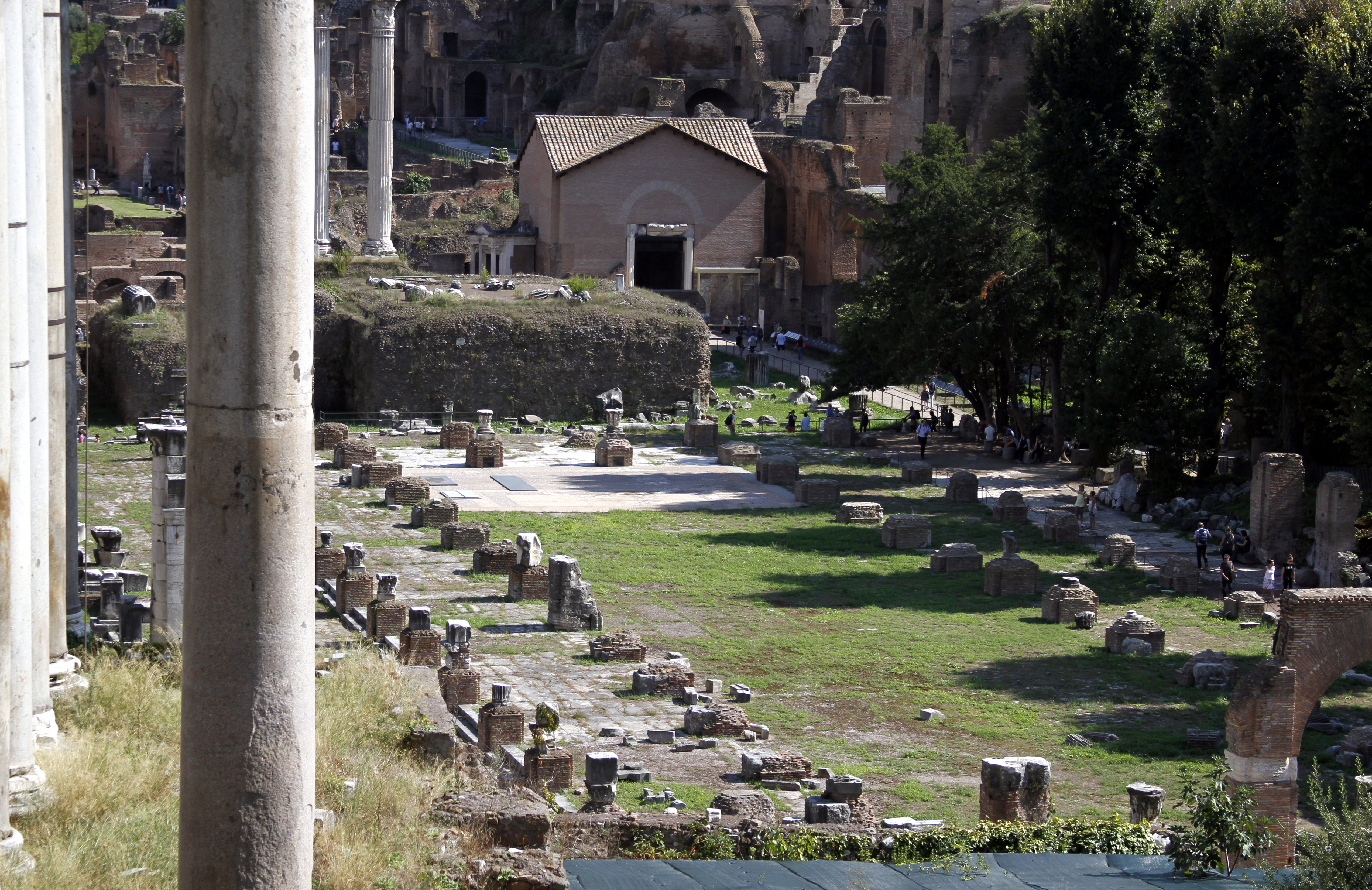
朱里亚巴西利卡中心柱遺骸。頂部的喇叭口是原先建築物的底層拱門

## 外部連結
- High-resolution 360° Panoramas and Images of Basilica Julia | Art Atlas （页面存档备份，存于）
- Lucentini, M. .   [2022-06-27]. （原始内容存档于2022-06-28）.